# مومفورد اند سونز
ممفرد اند سونز (بالإنجليزية: Mumford & Sons)‏ فرقة موسيقية فلوك روك من بريطانيا والفرقة مكونه من أربعة أعضاء وهم ماركوس ممفرد (المغني الرئيسي، جيتار، الطبول، المندولين) ونستن مارشل بين لوفيت وتيد دوين تأسست الفرقة في ديسمبر عام 2007 وبدأوا مشوارهم من غرب لندن.
أطلقوا أول البوم لهم (sigh no more) في بريطانيا و‌جمهورية أيرلندا في أكتوبر 2009 وفي فبراير 2010 في الولايات المتحدة واحتل المركز الأول في نيوزليندا و‌أستراليا و‌جمهورية أيرلندا.
الفرقة تلقت ترشيحين الأول لجائزة غرامي والترشيح الثاني لآفضل أغنية روك (أغنية: little lion man)
البومهم الثاني (بابل (توضيح)) أطلق في سبتمبر 2012 ولآول مره احتل المركز الأول لأفضل الالبومات في الولايات المتحدة والمملكة المتحدة واصبح الالبوم الأكثر بيعاً في المملكة المتحدة والثاني في الولايات المتحدة في عام 2012
وفي حفل غرامي عام 2013 غنوا أغنية (I will wait) وألبوم (babel) فاز في جائزة الغرامي لأفضل ألبوم في السنة
وفي نفس العام فازوا بجوائز بريت لأفضل مجموعة بريطانية.

## روابط خارجية
- مومفورد اند سونز على موقع IMDb (الإنجليزية)
- مومفورد اند سونز على موقع الموسوعة البريطانية (الإنجليزية)
- مومفورد اند سونز على موقع ميوزك برينز (الإنجليزية)
- مومفورد اند سونز على موقع رولينغ ستون (الإنجليزية)
- مومفورد اند سونز على موقع أول موفي (الإنجليزية)
- مومفورد اند سونز على موقع أول ميوزيك (الإنجليزية)
- مومفورد اند سونز على موقع ديسكوغز (الإنجليزية)